# Beine-Nauroy
Beine-Nauroy és un municipi francès, situat al departament del Marne i a la regió del Gran Est. L'any 2007 tenia 1.034 habitants.

## Demografia

### Població
El 2007 la població de fet de Beine-Nauroy era de 1.034 persones. Hi havia 352 famílies, de les quals 36 eren unipersonals (20 homes vivint sols i 16 dones vivint soles), 96 parelles sense fills, 200 parelles amb fills i 20 famílies monoparentals amb fills.
La població ha evolucionat segons el següent gràfic:
Habitants censats

### Habitatges
El 2007 hi havia 358 habitatges, 353 eren l'habitatge principal de la família i 5 estaven desocupats. 342 eren cases i 15 eren apartaments. Dels 353 habitatges principals, 282 estaven ocupats pels seus propietaris, 67 estaven llogats i ocupats pels llogaters i 4 estaven cedits a títol gratuït; 3 tenien una cambra, 4 en tenien dues, 18 en tenien tres, 59 en tenien quatre i 269 en tenien cinc o més. 310 habitatges disposaven pel capbaix d'una plaça de pàrquing. A 104 habitatges hi havia un automòbil i a 244 n'hi havia dos o més.

### Piràmide de població
La piràmide de població per edats i sexe el 2009 era:
| Homes | Edats   | Dones |
| ----- | ------- | ----- |
| 0     | 95 o +  | 0     |
| 4     | 90 a 94 | 0     |
| 0     | 85 a 89 | 4     |
| 4     | 80 a 84 | 0     |
| 4     | 75 a 79 | 4     |
| 8     | 70 a 74 | 4     |
| 16    | 65 a 69 | 20    |
| 12    | 60 a 64 | 12    |
| 12    | 55 a 59 | 4     |
| 20    | 50 a 54 | 20    |
| 28    | 45 a 49 | 28    |
| 40    | 40 a 44 | 40    |
| 36    | 35 a 39 | 48    |
| 40    | 30 a 34 | 36    |
| 32    | 25 a 29 | 28    |
| 32    | 20 a 24 | 8     |
| 48    | 15 a 19 | 28    |
| 44    | 10 a 14 | 24    |
| 44    | 5 a 9   | 36    |
| 16    | 0 a 4   | 36    |

## Economia
El 2007 la població en edat de treballar era de 699 persones, 555 eren actives i 144 eren inactives. De les 555 persones actives 527 estaven ocupades (280 homes i 247 dones) i 28 estaven aturades (12 homes i 16 dones). De les 144 persones inactives 39 estaven jubilades, 69 estaven estudiant i 36 estaven classificades com a «altres inactius».

### Ingressos
El 2009 a Beine-Nauroy hi havia 363 unitats fiscals que integraven 1.084,5 persones, la mediana anual d'ingressos fiscals per persona era de 22.657 €.

### Activitats econòmiques
Dels 29 establiments que hi havia el 2007, 1 era d'una empresa extractiva, 1 d'una empresa alimentària, 1 d'una empresa de fabricació d'elements pel transport, 1 d'una empresa de fabricació d'altres productes industrials, 4 d'empreses de construcció, 5 d'empreses de comerç i reparació d'automòbils, 5 d'empreses de transport, 1 d'una empresa d'hostatgeria i restauració, 1 d'una empresa d'informació i comunicació, 2 d'empreses financeres, 1 d'una empresa immobiliària, 4 d'empreses de serveis i 2 d'empreses classificades com a «altres activitats de serveis».
Dels 5 establiments de servei als particulars que hi havia el 2009, 1 era un guixaire pintor, 1 fusteria, 2 lampisteries i 1 empresa de construcció.
L'únic establiment comercial que hi havia el 2009 era una fleca.
L'any 2000 a Beine-Nauroy hi havia 26 explotacions agrícoles que ocupaven un total de 2.394 hectàrees.

## Equipaments sanitaris i escolars
El 2009 hi havia 1 escola maternal i 1 escola elemental.

## Poblacions més properes
El següent diagrama mostra les poblacions més properes.